# 夢をみたいの
『夢をみたいの』（ゆめをみたいの）は、さこう栄による日本の漫画作品。

## 概要
『なかよし』（講談社）において、1987年連載された。

## 書誌情報
さこう栄 『夢をみたいの』 講談社〈講談社コミックスなかよし〉、全1巻
- 1巻、1987年6月発行、ISBN 4-06-178574-5